# Malawi i olympiska sommarspelen 1988
Malawi deltog med en trupp i de olympiska sommarspelen 1988, men ingen av landets deltagare erövrade någon medalj.

## Friidrott
Herrarnas 10 000 meter
- Charles Naveko
  1. Heat – 31:23,53 (→ gick inte vidare, 39:e plats av 48)

Herrarnas maraton
- John Mwathiwa – 2:51,43 (→ 87:e plats, av 98)